# Steve Beshear
Steven Lynn (Steve) Beshear (Dawson Springs, 21 september 1944) is een Amerikaanse politicus van de Democratische Partij. Tussen december 2007 en december 2015 was hij gouverneur van de Amerikaanse staat Kentucky.

## Biografie
Beshear groeide op op het platteland van Kentucky, in een religieus gezin. In de jaren zestig studeerde hij rechten aan de Universiteit van Kentucky. Gedurende de jaren zeventig werkte hij als advocaat in het Amerikaanse leger en richtte hij zijn eigen advocatenkantoor op in Lexington. Beshears politieke carrière begon in 1973, toen hij werd verkozen in het Huis van Afgevaardigden van Kentucky. Hij werd nog tweemaal herkozen en bleef er tot begin 1980 werkzaam. Aansluitend trad hij in dienst als procureur-generaal van de staat Kentucky. Eind 1983 werd Beshear vervolgens luitenant-gouverneur van Kentucky onder gouverneur Martha Layne Collins. Na één termijn in deze functie deed hij in 1987 een gooi naar het gouverneurschap. De voorverkiezingen van de Democratische Partij verloor hij echter van Wallace Wilkinson.
Na zich enkele jaren op zijn advocatenwerk te hebben gericht, keerde Beshear in 1996 terug naar de politiek. Hij deed namens de Democraten een poging om voor Kentucky in de federale senaat gekozen te worden, maar wist bij de verkiezingen in november 1996 de zittende Republikeinse senator Mitch McConnell niet van zijn zetel te stoten.
In 2007, twintig jaar na zijn eerste poging, lukte het Beshear alsnog om gouverneur van zijn staat te worden. In de verkiezingen versloeg hij de zittende Republikeinse gouverneur Ernie Fletcher met 58 procent van de stemmen. In november 2011 werd hij zonder veel problemen herkozen. In 2015 mocht Beshear zich, na twee termijnen als gouverneur, niet opnieuw beschikbaar stellen voor het gouverneurschap. Zijn partijgenoot Jack Conway werd in de verkiezingen verslagen door Matt Bevin van de Republikeinse Partij. Die nam op 8 december 2015 het gouverneurschap van Beshear over.
Beshears zoon Andy Beshear is eveneens actief voor de Democratische Partij en trad in 2019 in zijn vaders voetsporen door mee te doen aan de gouverneursverkiezingen van dat jaar. Hij wist de zittende Matt Bevin nipt van een tweede termijn te weerhouden en werd daarmee, in navolging van zijn vader, verkozen tot gouverneur van Kentucky.
- Library of Congress Control Number: no2018054207
- Virtual International Authority File: 7649152503106410800007
- WorldCat: E39PBJvMyG3Jy6gtMbJRTFhT73